# Monotónní funkce

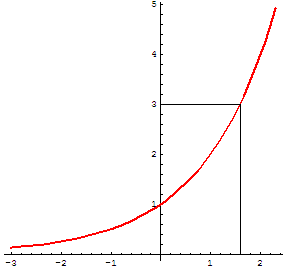
Příklad ryze monotónní (rostoucí) funkce

Monotonie funkce je souhrnný název pro vlastnost funkce být rostoucí nebo klesající, nerostoucí nebo neklesající. Znalost monotonie usnadňuje některé výpočty s funkcemi, například řešení nelineárních nerovnic. 

## Definice (monotonie na množině)
Funkce {\displaystyle f} definovaná na množině {\displaystyle M} je na této množině rostoucí (též ostře rostoucí nebo ryze rostoucí) právě tehdy, když pro každé dva body {\displaystyle x,y\in M} platí
{\displaystyle x<y\Rightarrow f(x)<f(y).}
Funkce {\displaystyle f} definovaná na množině {\displaystyle M} je na této množině klesající (též ostře klesající nebo ryze klesající) právě tehdy, když pro každé dva body {\displaystyle x,y\in M} platí
{\displaystyle x<y\Rightarrow f(x)>f(y).}
Funkce {\displaystyle f} definovaná na množině {\displaystyle M} je na této množině neklesající právě tehdy, když pro každé dva body {\displaystyle x,y\in M} platí
{\displaystyle x<y\Rightarrow f(x)\leq f(y).}
Funkce {\displaystyle f} definovaná na množině {\displaystyle M} je na této množině nerostoucí právě tehdy, když pro každé dva body {\displaystyle x,y\in M} platí
{\displaystyle x<y\Rightarrow f(x)\geq f(y).}
Funkce je monotónní na určitém intervalu, množině nebo v celém svém definičním oboru, pokud je na celém daném intervalu, množině, resp. definičním oboru neklesající nebo nerostoucí.
Funkce je ryze monotónní na určitém intervalu, množině nebo v celém svém definičním oboru, pokud je na celém daném intervalu, množině, resp. definičním oboru rostoucí nebo klesající.
Interval, na kterém je funkce ryze monotónní, se nazývá interval monotonie.
Výše uvedené definice popisují globální monotonii. Vlastnost funkce být monotónní bývá nazývána monotónnost, popř. monotonicita.

## Příklad

Graf funkce, která na intervalu není monotónní, ale je monotónní na jeho určitých podintervalech; na intervalu a je rostoucí, na intervalu a je klesající.

Na obrázku vpravo je funkce rostoucí například v intervalu {\displaystyle \langle x_{3},x_{5}\rangle }, klesající například v intervalu {\displaystyle \langle x_{2},x_{3}\rangle }.

## Definice (monotonie v bodě)
Monotonie lokální (v bodě):
Funkce je po řadě rostoucí, klesající, neklesající, nerostoucí v bodě {\displaystyle a}, jestliže existuje nějaké okolí {\displaystyle U(a)} bodu {\displaystyle a}, na kterém je funkce rostoucí, klesající, neklesající, nerostoucí. To je ekvivalentní s tím, že v tomto okolí platí:
- v případě funkce rostoucí v bodě dvojice implikací

{\displaystyle x>a\Rightarrow f(x)>f(a)\quad \land \quad x<a\Rightarrow f(x)<f(a)},
- v případě funkce klesající v bodě dvojice implikací

{\displaystyle x>a\Rightarrow f(x)<f(a)\quad \land \quad x<a\Rightarrow f(x)>f(a)},
- v případě funkce nerostoucí v bodě dvojice implikací

{\displaystyle x>a\Rightarrow f(x)\leq f(a)\quad \land \quad x<a\Rightarrow f(x)\geq f(a)},
- a v případě funkce neklesající v bodě dvojice implikací

{\displaystyle x>a\Rightarrow f(x)\geq f(a)\quad \land \quad x<a\Rightarrow f(x)\leq f(a)}.